# AT&T T-7S
O AT&T T-7R (anteriormente chamado de DirecTV-7R)  é um satélite de comunicação geoestacionário construído pela Space Systems/Loral (SS/L), ele está localizado na posição orbital de 119 graus de longitude oeste e foi operado inicialmente pela DirecTV e posteriormente pela AT&T. O satélite foi baseado na plataforma LS-1300 e sua expectativa de vida útil é de 15 anos.

## Lançamento
O satélite foi lançado com sucesso ao espaço no dia 4 de maio de 2004, por meio de um veículo Zenit-3SL, a partir da plataforma de lançamento da Sea Launch, à Odyssey. Ele tinha uma massa de lançamento de 5.483 kg.

## Capacidade e cobertura
O AT&T T-7R é equipado com 54 transponders em banda Ku para prestar serviços de telecomunicação a América do Norte.